# Bröstvårtsstimulering

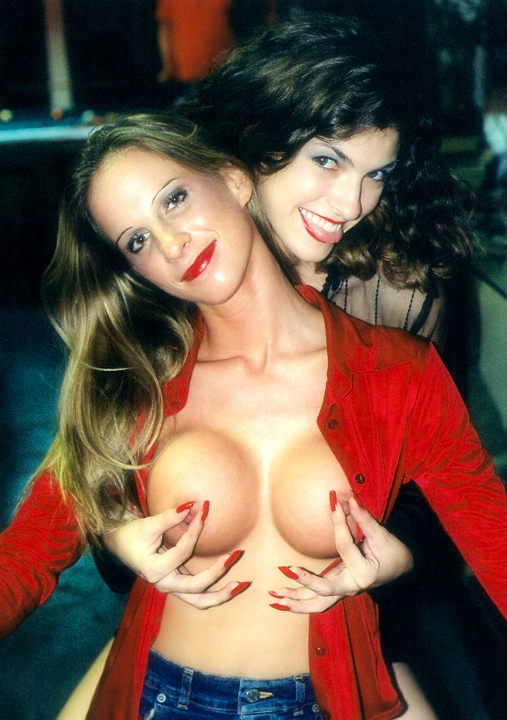
Bild föreställande bröststimulering.

Bröstvårtsstimulering (eller mer vanligt som bröststimulering) är stimuleringen av brösten, bröstvårtan och dess direkta närhet. Stimuleringen kan vara för amning, av sexuell karaktär eller av ett outtalat icke-sexuellt motiv. Vid sexuell karaktär kan bröststimulering utövas av en eller flera personer av olika kön och av olika sexuella orienteringar. Det kan ske med hjälp av fingrar, oralt genom att slicka eller suga, eller att använda övriga objekt.
Bröstvårsstimulering kan orsaka sexuell upphetsning och en styv bröstvårta kan vara indikation på en persons erotiska lystnad. Vuxna kvinnor och män menar i en enkät (2006) att bröststimulering kan vara initierande och öka den sexuella upphetsningen. Flertalet vuxna kvinnor rapporterar upplevelser av orgasm från bröstvårtsstimulering.

## Utveckling och anatomi

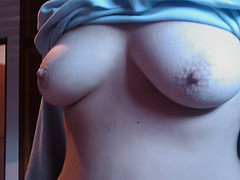
Styvna bröstvårtor.

Mäns och kvinnors bröst, bröstvårtor och vårtgårdar utvecklas liknande under foster- och barndomsstadiet. Vid puberteten förblir mannens bröst rudimentära medan kvinnors bröst utvecklas ytterligare. Detta främst på grund av förekomsten av hormonerna östrogen och progesteron. Under puberteten övergår kvinnors bröst till att bli mer känsliga för beröring än det manliga ditot. Vidare är bröstvårtorna en av de mer ömtåliga områdena hos kvinnor för sexuell stimuli. Mindre kvinnobröst är mer känsliga för beröring än större bröst. Känsligheten varierar beroende på åldern på personen, storleken på bröstvårtorna, formen på brösten och hormonella aktiviteter.

## Fysiologisk respons

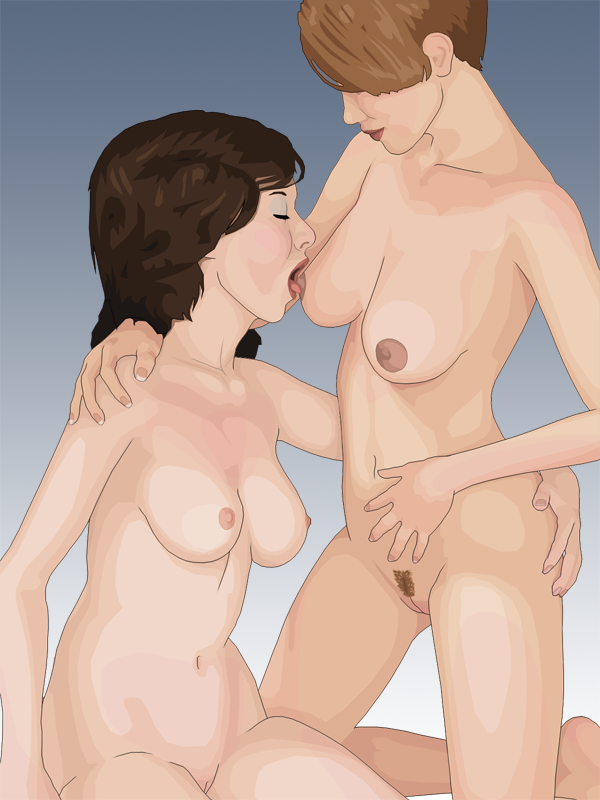
Illustration av oral bröstvårtsstimulering.

Bröst, och speciellt bröstvårtorna är erogena zoner. Bröststimulering kan därför resultera i sexuell eggelse och styvna bröstvårtor. En studie från år 2006 visade på att sexuell upphetsning i cirka 82 % av unga kvinnors och 52 % av unga mäns fall uppstår eller direkt förhöjs av direkt stimulering av bröstvårtan. Cirka 7 - 8 % rapporterade att bröststimulering minskade deras upphetsning.
Stimulering av kvinnors bröstvårtor från sugning, såsom amning, ökar produktion och frigör oxytocin och prolaktin. Oxytocin är förknippad till sexuell upphetsning och parbindning, men forskare är delade om amning vanligen framkallar sexuella känslor. Styva bröstvårtor under sexuell upphetsning eller amning är orsakad av frigörelse av oxytocin. Styvna bröstvårtor uppstår genom kontraktion av muskler som kontrolleras av det autonoma nervsystemet och är ett resultat av reflexen som orsakar gåshud.